# Niger na Letnich Igrzyskach Olimpijskich 2012
Niger na Letnich Igrzyskach Olimpijskich 2012, które odbywały się w Londynie, reprezentowało 6 zawodników.
Był to 11 start reprezentacji Nigru na letnich igrzyskach olimpijskich.

## Reprezentanci

### Boks
Mężczyźni
| Zawodnik       | Konkurencja     | 1/16                     | 1/8              | Ćwierćfinał      | Półfinał         | Finał            | Finał   |
| Zawodnik       | Konkurencja     | Przeciwnik Wynik         | Przeciwnik Wynik | Przeciwnik Wynik | Przeciwnik Wynik | Przeciwnik Wynik | Pozycja |
| -------------- | --------------- | ------------------------ | ---------------- | ---------------- | ---------------- | ---------------- | ------- |
| Moustapha Hima | waga półśrednia | Cameron Hammond P 6 - 13 | NQ               | NQ               | NQ               | NQ               | NQ      |

### Judo
Mężczyźni
| Zawodnik        | Konkurencja | 1/32                      | 1/16                          | 1/8              | Ćwierćfinał      | Półfinał         | Repasaż 1        | Repasaż 2        | Finał            | Finał   |
| Zawodnik        | Konkurencja | Przeciwnik Wynik          | Przeciwnik Wynik              | Przeciwnik Wynik | Przeciwnik Wynik | Przeciwnik Wynik | Przeciwnik Wynik | Przeciwnik Wynik | Przeciwnik Wynik | Pozycja |
| --------------- | ----------- | ------------------------- | ----------------------------- | ---------------- | ---------------- | ---------------- | ---------------- | ---------------- | ---------------- | ------- |
| Zakari Gourouza | -60 kg      | Kenny Godoy W 0100 - 0000 | Arsien Gałstian P 0000 - 0101 | NQ               | NQ               | NQ               | NQ               | NQ               | NQ               | NQ      |

### Lekkoatletyka
Kobiety
| Zawodniczka        | Konkurencja   | Preeliminacje | Preeliminacje | Eliminacje | Eliminacje | Półfinał | Półfinał | Finał | Finał   |
| Zawodniczka        | Konkurencja   | Wynik         | Miejsce       | Wynik      | Miejsce    | Wynik    | Miejsce  | Wynik | Miejsce |
| ------------------ | ------------- | ------------- | ------------- | ---------- | ---------- | -------- | -------- | ----- | ------- |
| Nafissa Souleymane | bieg na 100 m | 12,81         | 20.           | NQ         | NQ         | NQ       | NQ       | NQ    | NQ      |

Mężczyźni
| Zawodnik         | Konkurencja    | Preeliminacje | Preeliminacje | Eliminacje | Eliminacje | Półfinał | Półfinał | Finał | Finał   |
| Zawodnik         | Konkurencja    | Wynik         | Miejsce       | Wynik      | Miejsce    | Wynik    | Miejsce  | Wynik | Miejsce |
| ---------------- | -------------- | ------------- | ------------- | ---------- | ---------- | -------- | -------- | ----- | ------- |
| Rabiou Guero Gao | bieg na 1500 m | 4:05,46       | 43.           | NQ         | NQ         | NQ       | NQ       | NQ    | NQ      |

### Pływanie
Kobiety
| Zawodniczka              | Konkurencja          | Eliminacje | Eliminacje | Półfinał | Półfinał | Finał | Finał   |
| Zawodniczka              | Konkurencja          | Wynik      | Miejsce    | Wynik    | Miejsce  | Wynik | Miejsce |
| ------------------------ | -------------------- | ---------- | ---------- | -------- | -------- | ----- | ------- |
| Nafissatou Moussa Adamou | 50 m stylem dowolnym | 37,29      | 70.        | NQ       | NQ       | NQ    | NQ      |

### Wioślarstwo
Mężczyźni
| Zawodnik             | Konkurencja | Eliminacje | Eliminacje | Repesaż | Repesaż | Ćwierćfinały | Ćwierćfinały | Półfinały E/F | Półfinały E/F | Półfinały C/D | Półfinały C/D | Półfinały A/B | Półfinały A/B | Finał E/F | Finał E/F | Finał C/D | Finał C/D | Finał A/B | Finał A/B | Miejsce |
| Zawodnik             | Konkurencja | Czas       | M.         | Czas    | M.      | Czas         | M.           | Czas          | M.            | Czas          | M.            | Czas          | M.            | Czas      | M.        | Czas      | M.        | Czas      | M.        | Miejsce |
| -------------------- | ----------- | ---------- | ---------- | ------- | ------- | ------------ | ------------ | ------------- | ------------- | ------------- | ------------- | ------------- | ------------- | --------- | --------- | --------- | --------- | --------- | --------- | ------- |
| Hamadou Djibo Issaka | M1x         | 8:25,56    | 33.        | 8:39,66 | 4.      | NQ           | NQ           | 9:07,99       | 4.            | NQ            | NQ            | NQ            | NQ            | 8:53,88   | 3.        | NQ        | NQ        | NQ        | NQ        | 33.     |